# Nuevo en esta plaza
Nuevo en esta plaza es una película española de comedia dramática estrenada el 26 de mayo de 1966, dirigida por Pedro Lazaga y protagonizada en los papeles principales por Palomo Linares, Julia Gutiérrez Caba, José Bódalo, Alfredo Landa y Manuel Zarzo.
Se trata de una adaptación cinematográfica de la biografía del famoso torero Palomo Linares, en la que él mismo actúa como protagonista.
Por su papel de Tato en la película, el actor Manuel Zarzo fue el ganador del premio al mejor actor otorgado por el Sindicato Nacional del Espectáculo en 1966.

## Sinopsis
Un joven linarense llamado Sebastián sueña, como otros jóvenes de su edad, con ser un torero famoso. Cada día, después de trabajar en la zapatería de su padre, torea furtivamente en las dehesas próximas a su pueblo a pesar de los ruegos de su madre y de las recomendaciones de su padre Manuel. Un día su padre queda ciego tras sufrir un accidente y Sebastián decide ir a Madrid, aprovechando la oportunidad que un periódico ofrece a todos los maletillas, para sacar de la pobreza a su familia.

## Reparto
| - Palomo Linares como Él mismo. - Julia Gutiérrez Caba como Madre. - José Bódalo como Manuel Romero. - Alfredo Landa como Marcial Flores 'El Verónicas'. - Manuel Zarzo como Tato. - Cristina Galbó como Sonsoles. - Andrés Mejuto como Andrés. - Manolo Gómez Bur como Pepe. - José Calvo como Tomás. - Agustín González - Carlos Romero Marchent - Marta Baizán como Cristina. - Concha Goyanes como Curra - José Sacristán como Muletilla tartamudo. - Luis Varela como Hechuras. - Manuel Manzaneque - Miguel Ángel Aristu | - David Areu - Curro Ortuño - José Villasante - Fernando Sánchez Polack como Torero. - Delfín Sancha - Manuel Miranda como Morenito. - Ángel Ter como Mozo Cortijo. - José Orjas como Sacerdote. - Rogelio Madrid como Torero. - Alfonso del Real como Empleado servicio limpieza. - José Sepúlveda - Francisco Camoiras - Pedro Rodríguez de Quevedo - Fabián Conde - Carlos Lemos - Gracita Morales como Trini. - Antonio Casas - Mariano Medina como Él mismo. |